# 제19회 일본 중의원 의원 총선거
제19회 일본 중의원의원 선거는 1936년 2월 20일 일본에서 치러진 중의원의원의 선거다.

## 선거 결과
의석
| 정당       | 의석수 |
| ---------- | ------ |
| 입헌민정당 | 205석  |
| 입헌정우회 | 175석  |
| 쇼와회     | 20석   |
| 사회대중당 | 18석   |
| 국민동맹   | 15석   |
| 기타       | 33석   |
| 합계       | 466    |